# Live (album de Mass Hysteria, 2011)
Pour l'album de même nom sorti en 1998, voir Live (album de Mass Hysteria, 1998).
Pour les articles homonymes, voir Liste des albums intitulés Live.
Albums de Mass Hysteria
Failles
(2009) L'Armée des ombres
(2012)
Live est le deuxième album "en concert" du groupe de metal industriel français Mass Hysteria, sorti le 14 Juin 2011.

## Production
Il a été enregistré en live au Bikini à Toulouse le 9 décembre 2010.

## Liste des morceaux

### CD
1. Babylone
2. Une Somme de Détails
3. World On Fire
4. Plus Qu'Aucune Mer
5. L'Espoir Fou
6. Aimables à Souhait
7. Donnez-Vous la Peine
8. Knowledge Is Power
9. Mass Protect
10. Failles
11. L'Archipel des Pensées
12. Get High
13. Zion
14. Contraddiction
15. Respect (To the Dancefloor)
16. Furia

### DVD
1. Babylone
2. Une Somme de Détails
3. World On Fire
4. Plus Qu'Aucune Mer
5. L'Espoir Fou
6. Aimables à Souhait
7. P4
8. Donnez-Vous la Peine
9. Knowledge Is Power
10. Mass Protect
11. Failles
12. L'Archipel des Pensées
13. Get High
14. Zion
15. Contradiction
16. Killing the Hype
17. Respect (To the Dancefloor)
18. Furia

## Crédits
- Mouss Kelai — chant
- Yann Heurtaux — guitare
- Nicolas Sarrouy — guitare
- Stéphan Jaquet — basse
- Raphaël Mercier — batterie
- Eric Canto — Artwork et photos